# Marie Kuhlová-Jelínková
Marie Kuhlová-Jelínková (8. prosince 1862 Brno – 21. září 1951 Brno) byla moravská hudební pedagožka a klavíristka.

## Životopis
S manželem měli syna Svatopluka.
Marie absolvovala vídeňskou konzervatoř (1879–1883). Vyučovala v Brně klavírní hru na hudební škole filharmonického spolku Besedy brněnské (1887–1891), v letech 1891–1909 na varhanické škole, od roku 1891 ve vlastní klavírní škole. K jejím žákům patřili Olga Janáčková, Jan Kunc, Vilém Petrželka, Jaroslav Kvapil, Břetislav Bakala.
Zprávy o jejích vystoupeních se objevovaly mj. v časopisech Dalibor nebo Hlídka. Např. 5. 12. 1907 uspořádal Hudební odbor Klubu přátel umění v Brně ve varhanické škole hudební večer, kde vystoupili: František Ondříček, Marie Kuhlová, M. Kuncová a Josef Faměra. Podporovala chudé děti viz např. ročenku Chudým dětem v letech 1906–1919. V Brně bydlela na adrese Augustinská 7 (Jaselská) a později ve vlastním domě na Starobrněnské 5 (dům odkázala konzervatoři v Brně).